# Paraleius strenzkei
Paraleius strenzkei är en kvalsterart som först beskrevs av Travé 1960.  Paraleius strenzkei ingår i släktet Paraleius och familjen Hemileiidae. Inga underarter finns listade i Catalogue of Life.